# 特拉夫內韋 (特諾皮爾州)
49°35′44″N 25°47′8″E / 49.59556°N 25.78556°E
特拉夫内韋（羅馬化：Travneve）是烏克蘭的村落，位於該國西部捷爾諾波爾州，由捷尔诺波尔区負責管轄，距離斯特里伊夫卡0.5公里，始建於1523年，面積0.015平方公里，2007年人口449。